# 體驗品質
体验品质（Quality of experience，缩写QoE），也称作“用户体验品质”，是对一个客户对供应商的体验的主观衡量。
“体验”是从客户或者最终用户的视角看供应商或承办商的供应，提问“什么样的商品、服务和支持，你认为是提供给你你所希望或期待的体验感知？”“这是否是供应商/承办商所实际提供的？”如果不是，“如何改动能提高你的总体体验？”

## 外部連結
- Witbe QoE IPTV Solutions